# نوربرت گومبوش
نوربِرت گومبوش یا گُمْبُش (مجاری: Gombos Norbert؛ زادهٔ ۱۳ اوت ۱۹۹۰) تنیس‌باز مجارتبار اهل اسلواکی است.